# Bataillons de police militaire d'Algérie
Les bataillons de police militaire sont des unités de combat appartenant à la police militaire de l'armée nationale populaire (ANP) en Algérie.

## Historique
La police militaire existe depuis la création de l'armée nationale populaire (ANP) en 1962, ces unités étaient à la base des petits groupes répartis dans tous les régiments.
Ces unités à la base devaient monter la garde au niveau des régiments et elles avaient principalement pour but de traquer les appelés récalcitrants déserteurs ou cherchant à échapper au service national, de plus elles avaient également une mission de maintien de l’ordre à l’intérieur des régiments. Cependant elles ne disposent pas de pouvoir judiciaire qui est réservé à la gendarmerie nationale.
En 1990, l’armée nationale populaire (ANP) a mis sur pied le premier bataillon de police militaire le 90e BPM à Beni-Messous, de plus les bataillons de police militaire sont des unités d’élite antiterroristes, comme les unités de police militaire serbes ou d'ex-Yougoslavie Leurs hommes sont également formés à l’ESTS de Biskra.
Ces unités étaient sous le giron du CLAS durant la décennie noire et ils ont massivement participé à la lutte antiterroriste.
Aujourd'hui les unités de police militaire participent aux missions de protection et de sécurisation des installations, et elles organisent et assurent le déplacement des grandes unités de combat.

## Organisation
Les bataillons de police militaires sont présents au niveau de chaque siège de la région militaire. Ils assurent également la sécurité au niveau des 6 tribunaux militaire, et ils sont rattachés à la direction de la justice militaire.
On retrouve en Algérie 10 bataillons de police militaire soit 1 par région militaire et les plus grosses régions militaires possèdent plusieurs bataillons.
De plus les BPM travaillent conjointement avec les régiments de transport et de contrôle routier ainsi que tous les régiments de tous les corps d'armes qui ont besoin d'une escorte pour une manœuvre ou autres.
Liste des bataillons de police militaire :
- 90e BPM/ 1re RM (Meftah)
- 91e BPM/ 1re RM (Blida)
- 92e BPM/ 2e RM (Oran)
- 93e BPM/ 3e RM (Béchar)
- 94e BPM/ 4e RM (Biskra)
- 95e BPM/ 5e RM (Constantine)
- 96e BPM/ 2e RM (Tlemcen)
- 97e BPM/ 4e RM (Ghardaïa)
- 98e BPM/ 6e RM (Tamanrasset)
- 99e BPM/ 1re RM (Chlef)

## Missions
La police militaire assure la sécurité et l'application des lois au sein des régiments de l'armée nationale populaire (ANP). Son action se limite seulement à l'armée et aux militaires.
Les missions des bataillons de police militaire sont :
- La sécurité des infrastructures militaires
- La protection des officiers, et VIP
- La gestion des prisonniers militaires, des prisonniers de guerre et des déserteurs
- Le contrôle du trafic et approvisionnement
- La garde régimentaire
- La recherche d'individus recherché
- La traque et la recherche des déserteurs
- La lutte antiterroriste
- Les actions commandos (en temps de guerre)

## Armement et équipements

### Armement
Les militaires des BPM ont en dotation le matériel de base des unités de l'armée algérienne à savoir :

#### Arme de poing
- Caracal

#### Fusil d'assaut
- AKMS
- AKM

#### Fusil mitrailleur
- RPD
- RPK
- PKM

#### Fusil de précision
- Zatsava M93 Black Arrow
- SVD

#### Fusil à pompe
- RS 202P

#### Autres
- RPG 7
- Tonfa
- Gaz lacrymogène
- Menottes

### Équipements

#### Équipement individuel
- Treilli DPM de l'armée algérienne[3]
- Tenues de travail de l'armée algérienne
- Rangers
- Gilet pare-balles
- Gilet tactique
- Brassard (ou il est écrit dessus PM ou Police Militaire avec l'insigne du bataillon)
- Casque spectra (blanc, ou avec une bande blanche couleur de la police militaire)
- Radio
- Éléments de décoration (fourragère blanche, ceinturon blanc, holster blanc, sur-chaussures blanches, manches blanches)
- Gilet haute visibilité blanc gris et rouge (ou il est écrit Police Militaire ou PM
- Casquette
- Tenue de motard noire avec casque (pour les motards)

#### Véhicules
- Mercedes-Benz Classe G (en configuration 4X4 et transport de troupes et radio)[3]
- Land Rover Defender (en configuration 4X4 et transport de troupes et radio)
- Mercedes-Benz Sprinter
- SNVI M120, M230 et M260
- Mercedes-Benz Unimog, Zetros et Actros
- BMW R 1150 R